# Repubblica di Kazantip

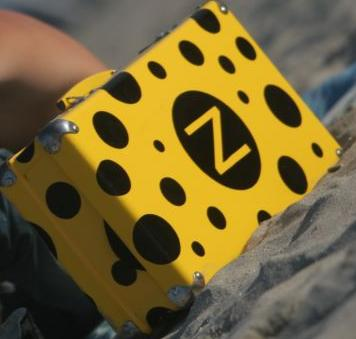
La Valigia Gialla, Simbolo del Festival

La Repubblica di Kazantip (oppure chiamata Repubblica Arancione, Repubblica Z, Festival di Kazantip, Kazantip) è stato un festival annuale di musica elettronica che tra il 2000 e il 2014 si è svolto sul Mar Nero, a Popivka (in ucraino Попівка - Popivka, in russo Поповка - Popovka), in Crimea, vicino alla città di Eupatoria. Dal 2014 si è svolto in diversi luoghi, dai paesi sulla costa del Mar Nero all'Estremo Oriente.
Era il più famoso festival del settore nei Paesi dell'ex Unione Sovietica.
Durante il festival suonavano diversi DJ da tutto il mondo appartenenti a diversi generi della musica elettronica.

## Organizzatori
Il festival era organizzato dal Centro di Iniziativa Giovanile Zebra (Центр молодежных инициатив Зебра), diretto da Nikolaj Karpov, famosa personalità nello show-business ucraino, il quale si occupava dell'organizzazione amministrativa dell'evento.
L'ideatore e coreografo del festival era Nikita Marshunok; lui e il suo team si occupavano di tutto ciò che i visitatori vedevano arrivando al festival, in particolare di musica, decorazioni e palchi.

## Storia del Festival
Il primo festival si tenne nel 1991, con caratteristiche simili ad un raduno di surfisti.
La radunata si compiva presso il villaggio di Shcelkino, vicino al promontorio di Kazantyp, in Crimea orientale (dal quale il festival prese permanentemente il nome).
L'adunata assunse i caratteri di un evento organizzato nel 1998, con lo slogan "Il Progetto Principale dell'Estate".
Nel 2000 il festival si spostò a Vesioloe, mentre dal 2001 fu scelta la cittadina di Popivka (o Popovka), dove il festival ebbe sede fino al 2014.
Nel 2005 lo slogan adottato fu "I Prossimi Kazantip Saranno su Marte".
Date di apertura e chiusura negli ultimi anni:
- 2006: 15 luglio – 26 agosto;
- 2007 (Z-15): 21 luglio – 26 agosto, anno in cui il festival fu chiamato Z-15, poiché si festeggiava l'anniversario dei 15 anni;
- 2008 (Z-16): 26 luglio – 30 agosto, slogan “Nuova Forma di Vita”;
- 2009 (Z-17): apertura non ufficiale il 25 luglio, ufficiale 1º agosto – 21 agosto;
- 2010 (Z-18): apertura non ufficiale il 31 luglio, ufficiale 6 agosto – 21 agosto;
- 2011 (Z-19): 6 agosto - 21 agosto, tema “Robot”;
- 2012 (Z-20): 31 luglio - 18 agosto, celebrazione del 20-esimo anniversario;
- 2013 (Z-21): 31 luglio - 14 agosto

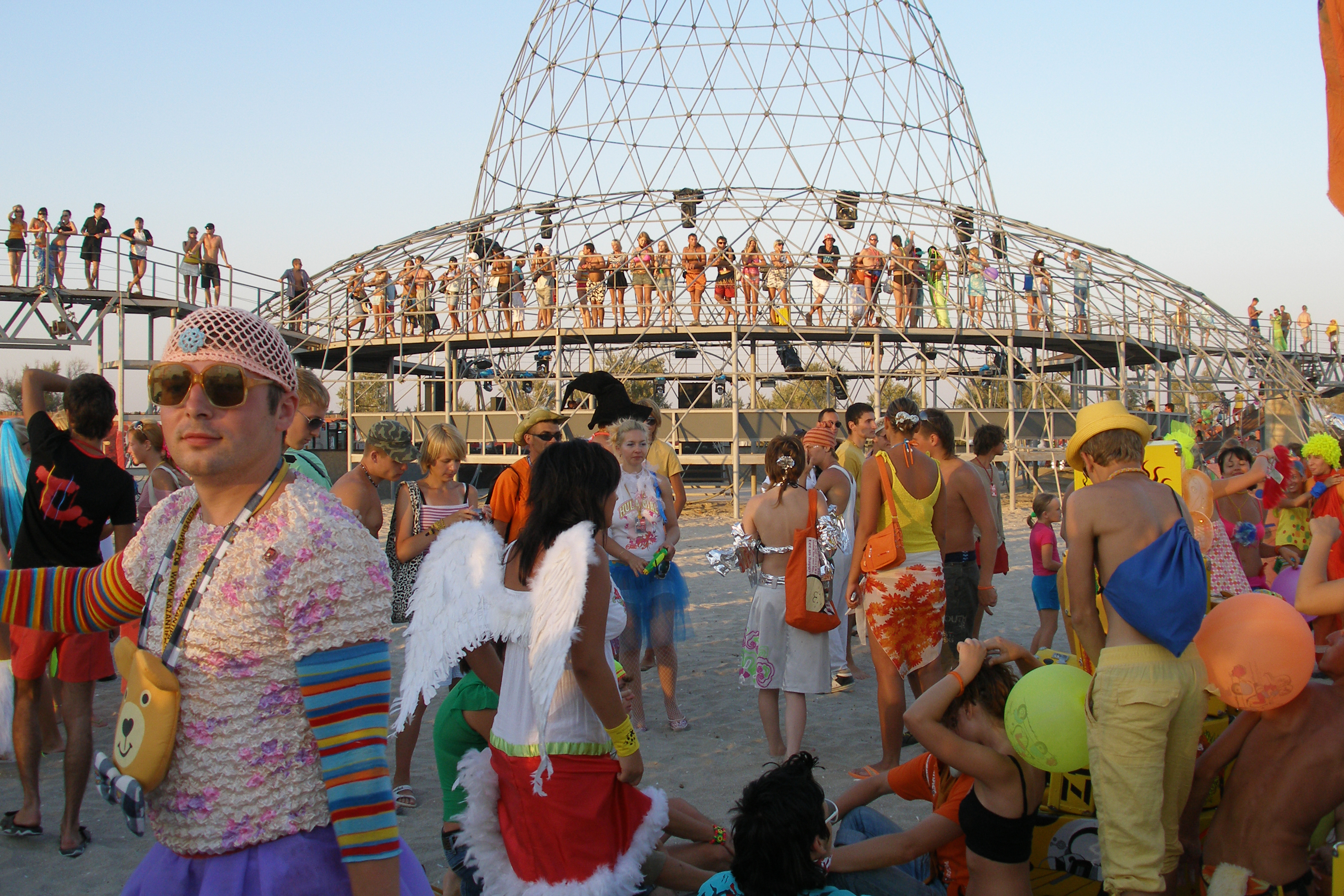
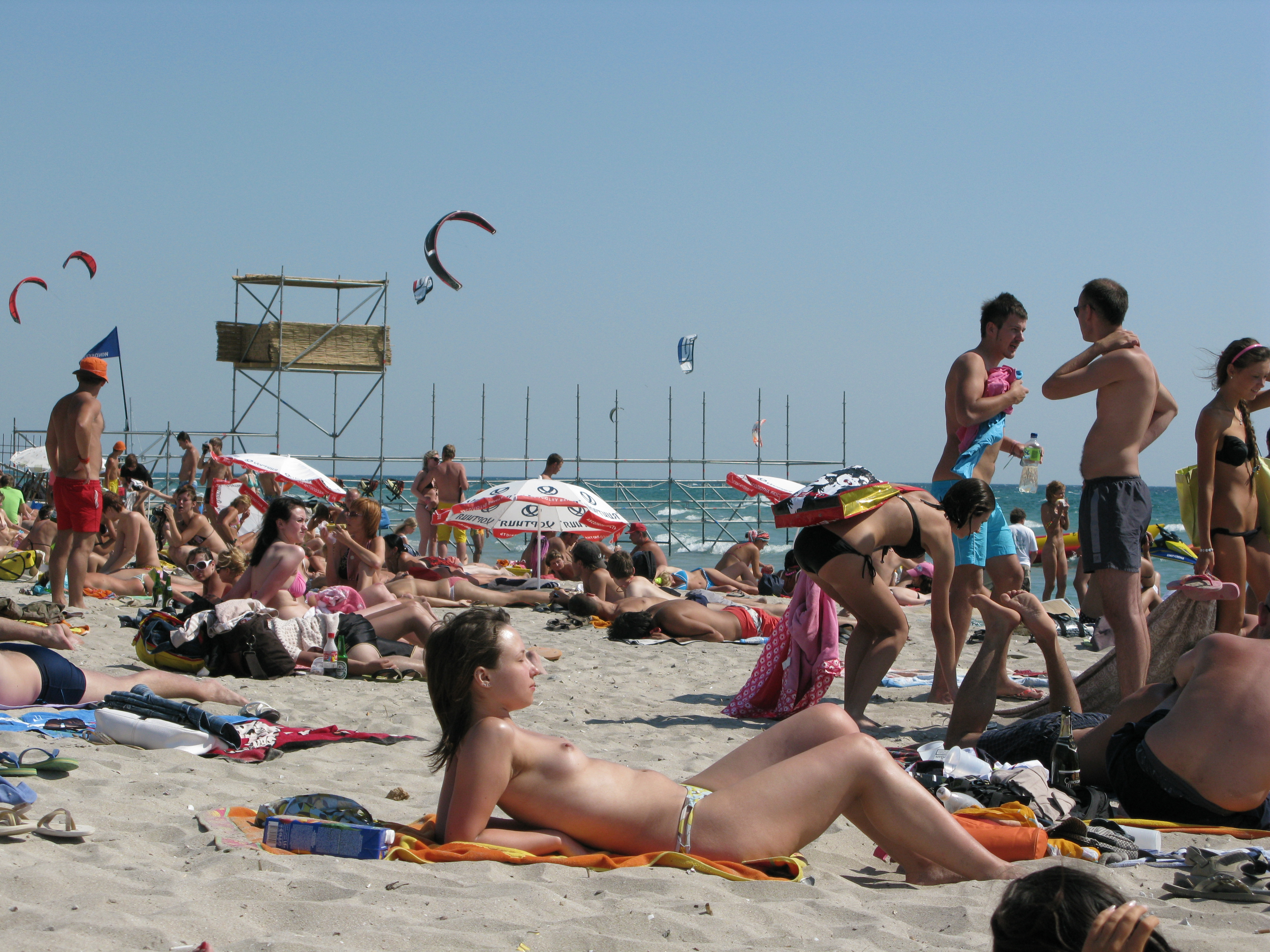
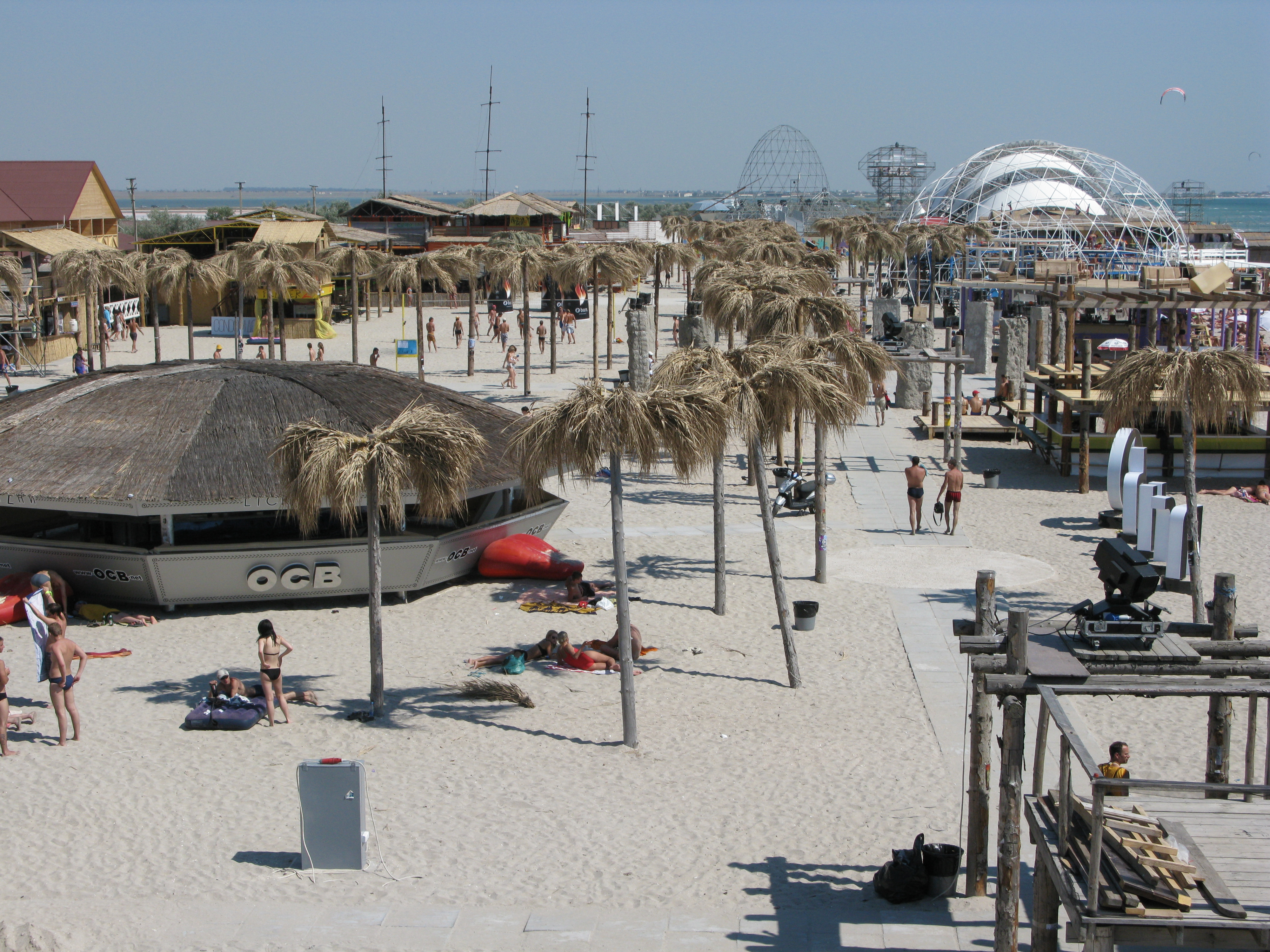
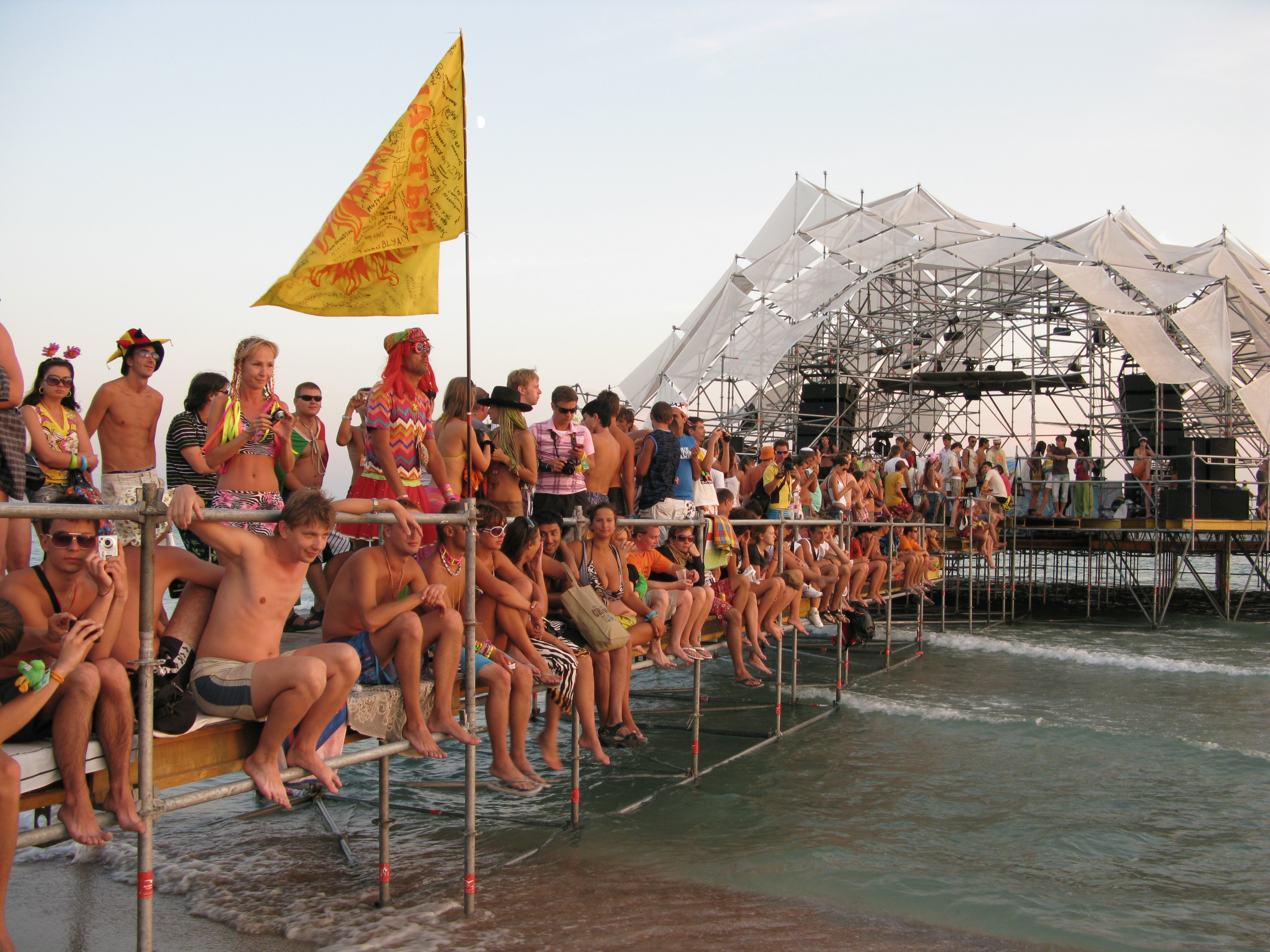
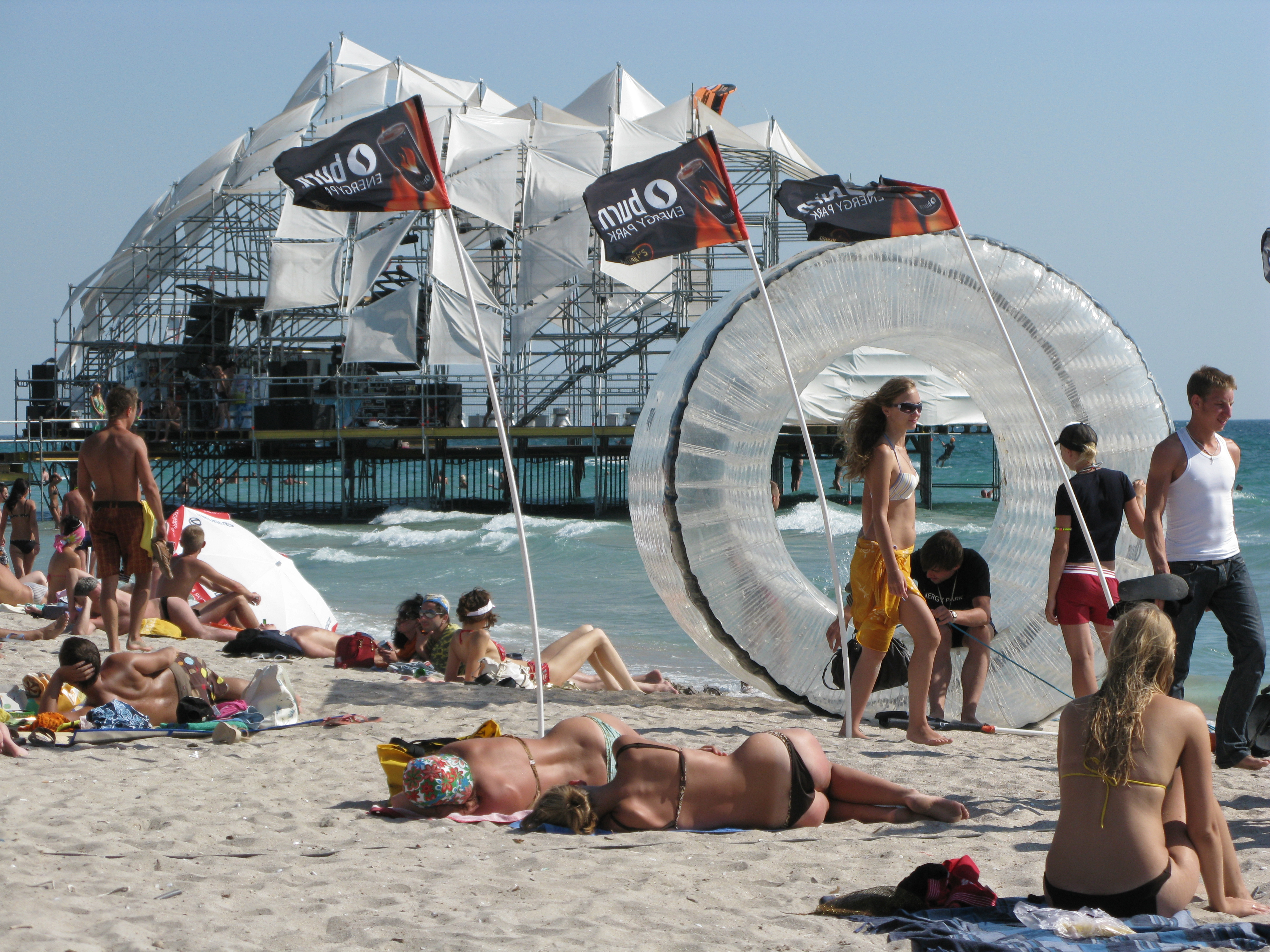
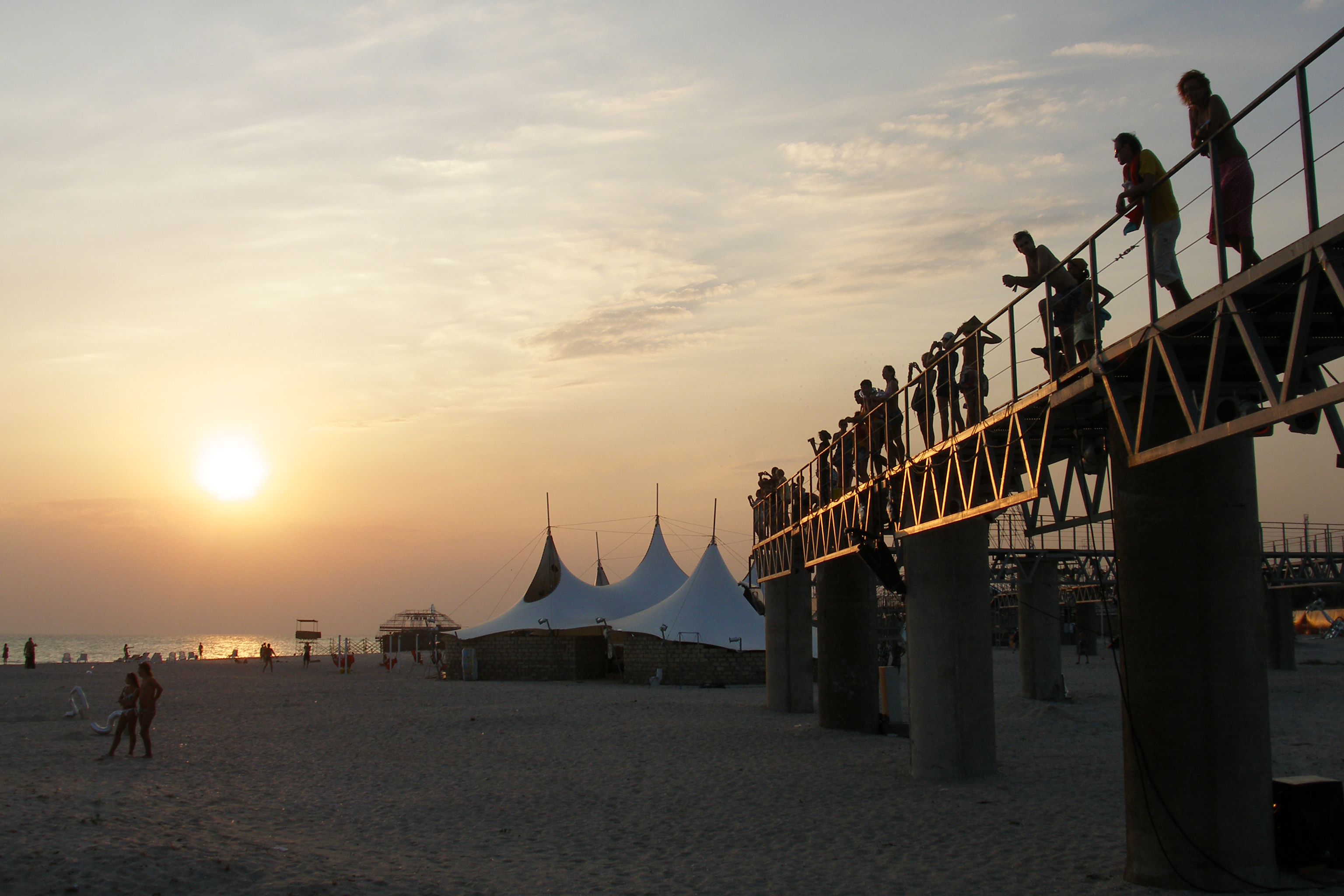
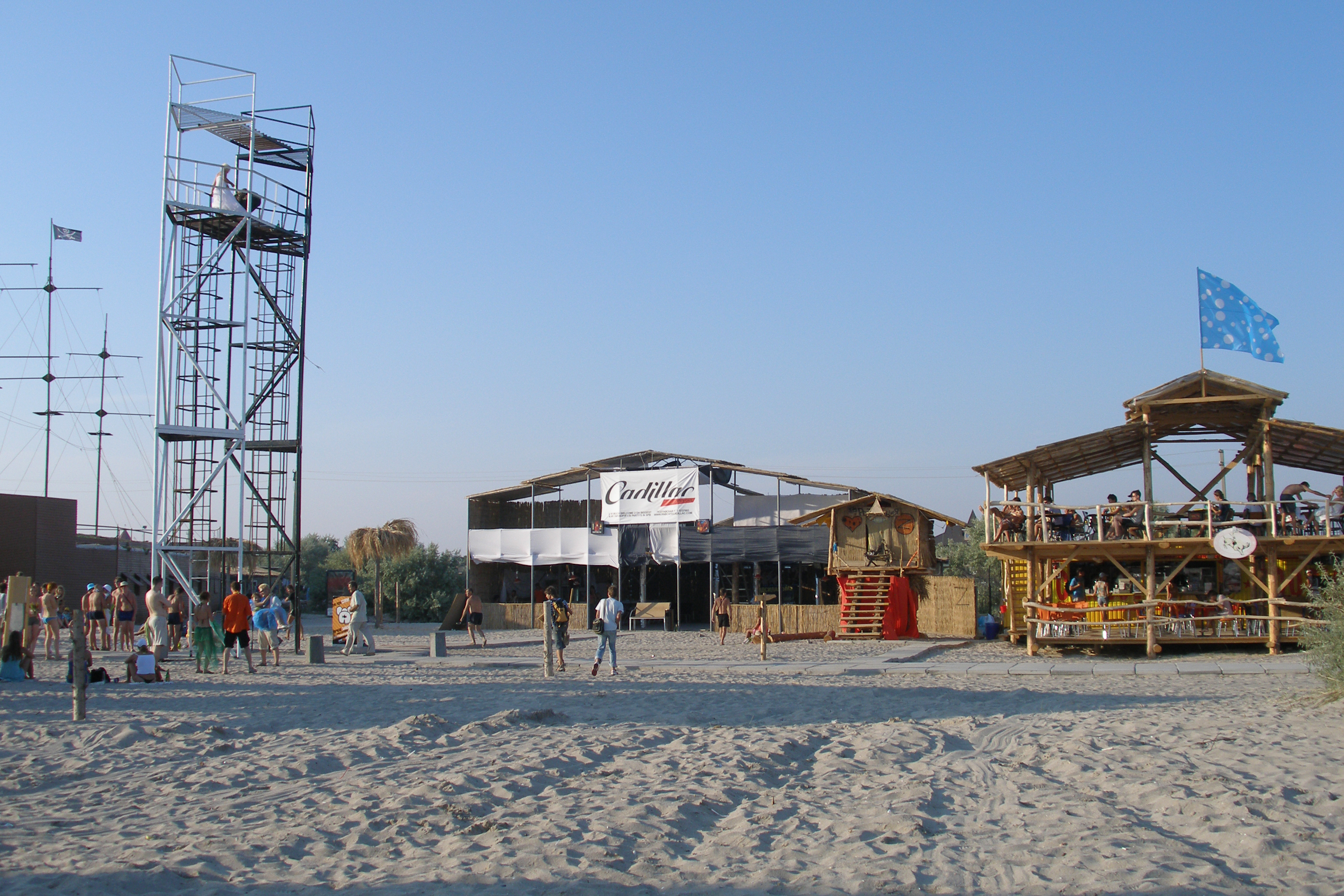
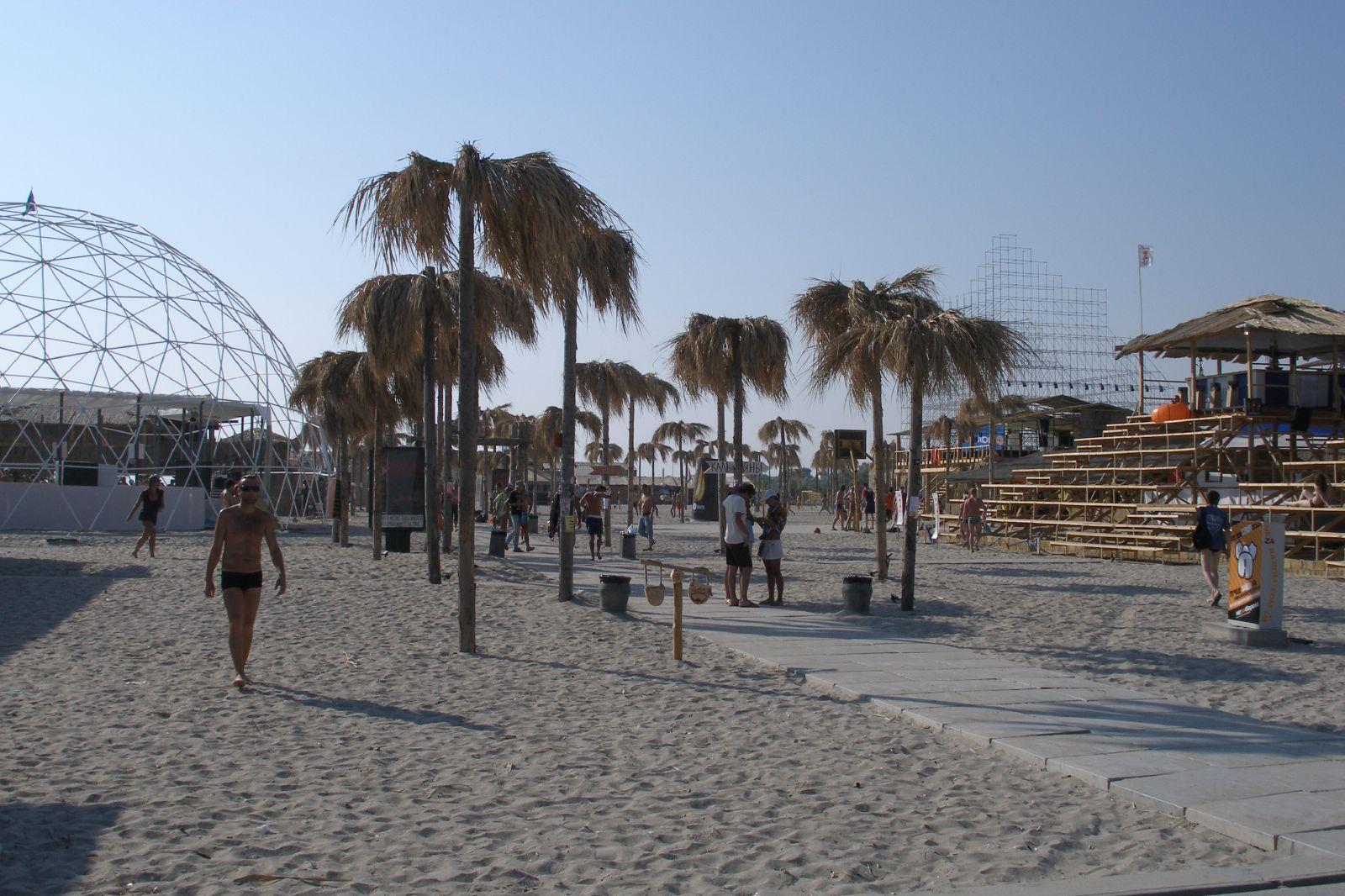
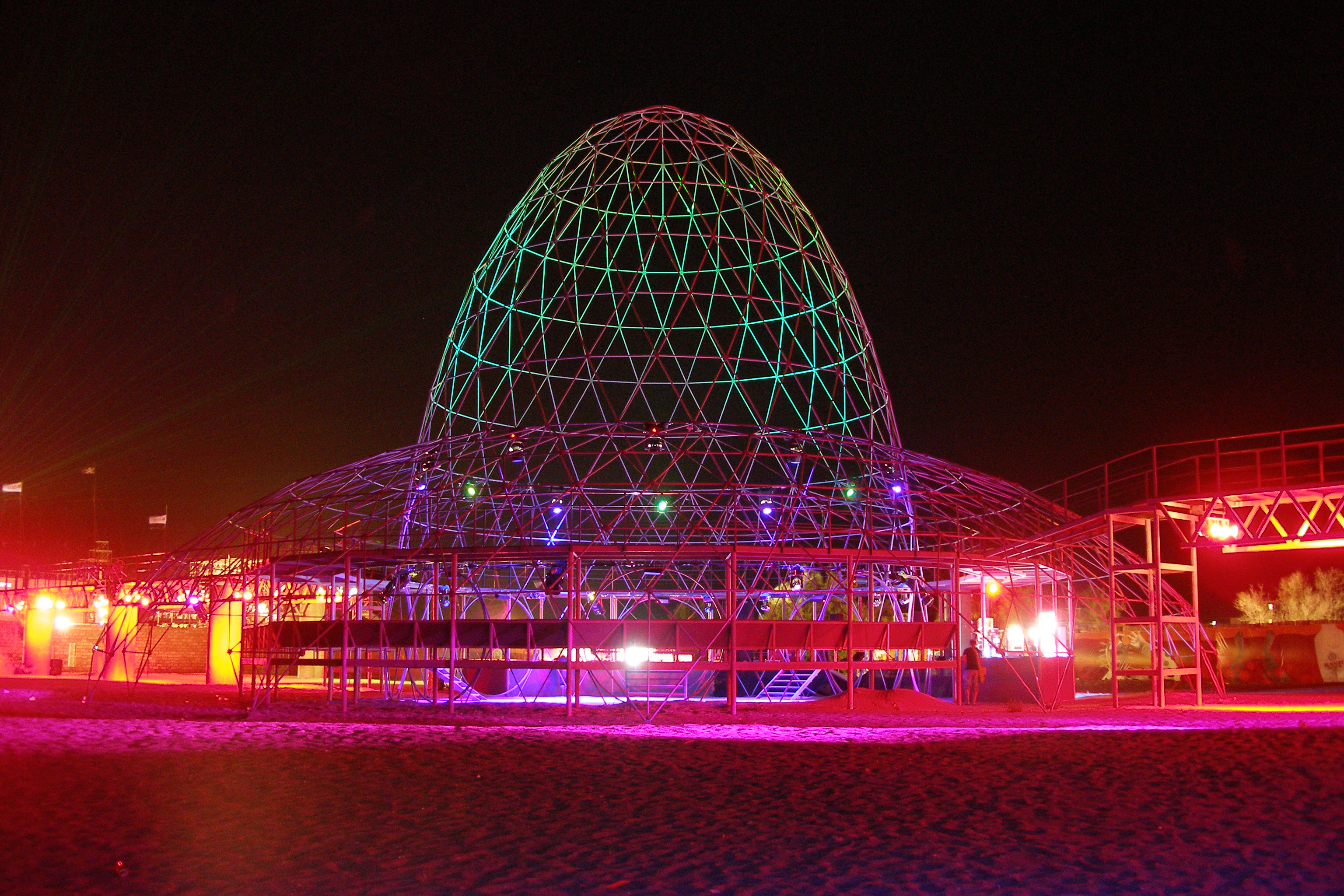
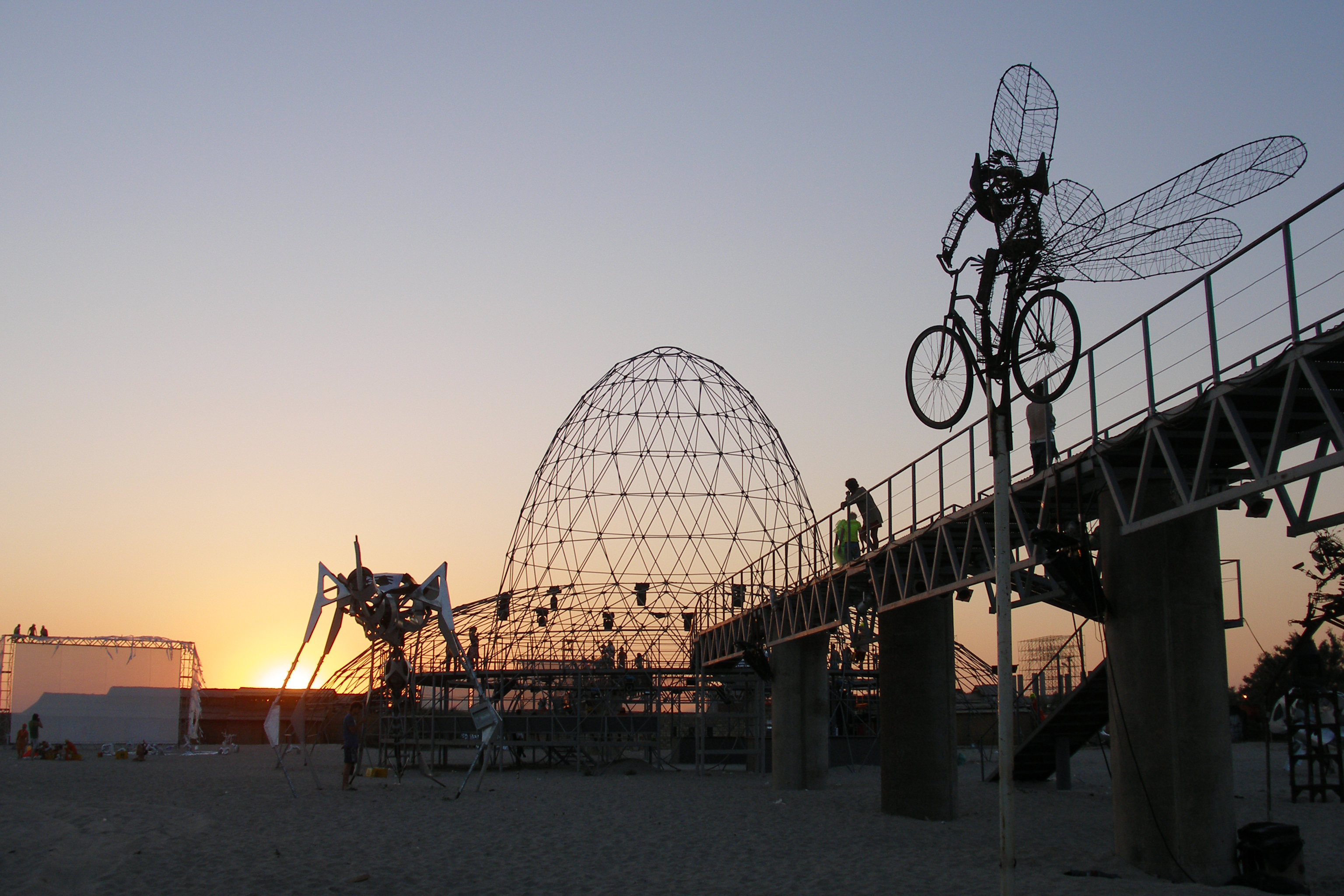
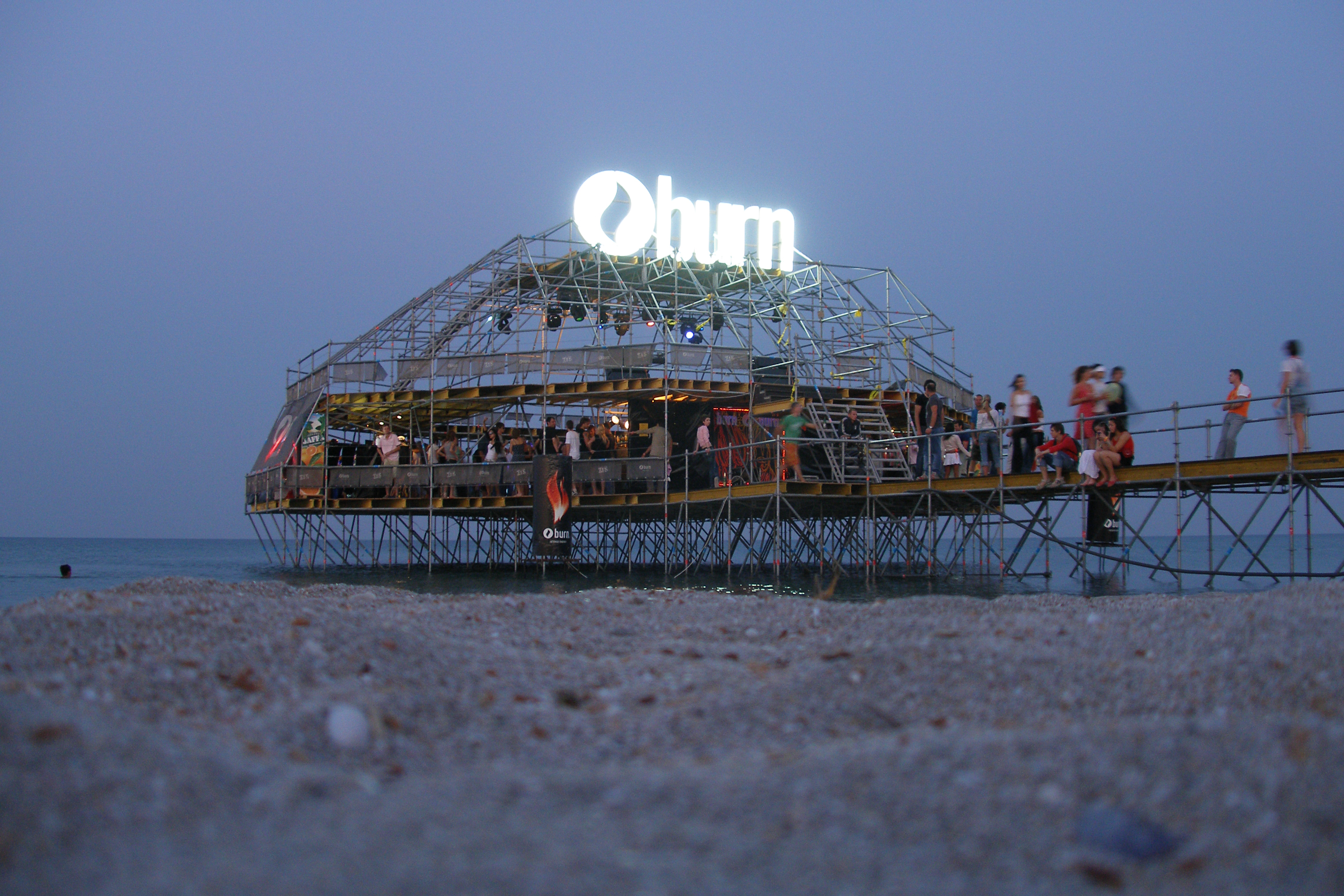

### Dopo il 2014
In seguito all'annessione della Crimea alla Russia del 2014, il festival si è dapprima spostato in Georgia per l'edizione del 2015, incontrando però forte ostilità da parte di ambienti religiosi. Dopo aver tentato di organizzare un'edizione in Cambogia nel 2015, annullata il primo giorno del festival, venne organizzata un'edizione 2016-2017 sull'isola di Phú Quốc, in Vietnam. L'ultima edizione è stata organizzata in Turchia nel 2018, presso Kemer.

## Simbolismo della Repubblica di Kazantip
Il simbolo del festival era una valigia gialla e nera: essa conferiva al possessore il diritto all'ingresso gratis presso il territorio della Repubblica di Kazantip. Diritto riservato ai soli cittadini ucraini.
Era associato al festival anche l'utilizzo di abiti arancioni.

## Ospiti
- 2009: Paul van Dyk, Armin Van Buuren, LTJ Bukem & Mc Conrad, Nookie, Sven Vath, Sanches, Ed Cosmonaut, Lator, Kooqla, Nikitin & Semikashev, D'arts